# Фекеєнь (Яломіца)
Фекеєнь, Фекеєні (рум. Făcăeni) — село у повіті Яломіца в Румунії. Адміністративний центр комуни Фекеєнь.
Село розташоване на відстані 143 км на схід від Бухареста, 41 км на схід від Слобозії, 73 км на північний захід від Констанци, 96 км на південь від Галаца.

## Населення
За даними перепису населення 2002 року у селі проживали 5236 осіб.
Національний склад населення села:
| Національність   | Кількість осіб | Відсоток |
| ---------------- | -------------- | -------- |
| румуни           | 5203           | 99,4%    |
| цигани           | 20             | 0,4%     |
| росіяни-липовани | 8              | 0,2%     |

Рідною мовою назвали:
| Мова      | Кількість осіб | Відсоток |
| --------- | -------------- | -------- |
| румунська | 5228           | 99,8%    |
| російська | 5              | 0,1%     |